# Alexander Brouwer
Alexander Brouwer (ur. 3 listopada 1989 w Lejdzie) – holenderski siatkarz plażowy, brązowy medalista igrzysk olimpijskich i mistrzostw Europy oraz mistrz świata.

## Życiorys
W 2008 wraz z Christiaanem Varenhorstem zdobył srebrne medale mistrzostw Europy U-20 w San Salvo i mistrzostw świata U-21 w Brighton. W parze z Robertem Meeuwsenem tryumfował podczas mistrzostw świata 2013 w Starych Jabłonkach. Brouwer i Meeuwsen reprezentowali Holandię na Letnich Igrzyskach Olimpijskich 2016 w Rio de Janeiro. W meczu o brązowy medal wygrali z reprezentantami Rosji Wiaczesławem Krasilnikowem i Konstantinem Siemionowem wynikiem 2:0. W następnym roku Holendrzy zajęli 3. miejsce na mistrzostwach Europy w Jurmale.
W World Tour zadebiutował w 2009. Pierwsze turniejowe podium tych rozgrywek osiągnął w 2013, a pierwsze zwycięstwo w 2015 w Poreču z Meeuwsenem.